# Jerzy Gierałtowski
Jerzy Gierałtowski (ur. 18 lutego 1931 w Lublinie, zm. 19 sierpnia 2001 w Warszawie) – polski prozaik.

## Życiorys
Ukończył studium felczerskie. W ciągu swojego życia imał się wielu zawodów; był robotnikiem, marynarzem, taksówkarzem, ładowaczem, pracownikiem prewentorium. W latach 1943–1944 działał w Szarych Szeregach. W latach 1951–1954 służył w Marynarce Wojennej. W 1968 roku debiutował jako prozaik na łamach miesięcznika „Twórczość”.  W 1970 roku otrzymał Nagrodę Kościelskich.

## Zbiory opowiadań
- Wakacje kata (1970)
- Grobowiec rodziny von Rausch (1972); ekranizacja – odc. 10 serialu 07 zgłoś się w 1981
- Pogrzeb lwa (1977)
- Pomarlica (2002)

## Nowele
- Karczma nad Bzurą - ekranizacja Karczma na bagnach z 1982
- Wakacje kata – dwie ekranizacje:
  - Wakacje kata (spektakl telewizyjny) z 1970
  - Wyrok śmierci (film fabularny) z 1980
- Wadera (1977); ekranizacja – Wilczyca z 1982